# Mała Klonia (przystanek kolejowy)
Mała Klonia – nieczynny przystanek kolejowy, a dawniej stacja i ładownia w Małej Kloni na linii kolejowej Świecie nad Wisłą – Złotów, w województwie kujawsko-pomorskim.